# Real Círculo de la Amistad, Liceo Artístico y Literario de Córdoba
El Real Círculo de la Amistad, Liceo Artístico y Literario es una institución cultural localizada en Córdoba (España). Cuenta con más de 3.000 socios y un patrimonio constituido por su sede, una biblioteca con más de 17.000 títulos, y un fondo pictórico con cuadros de Julio Romero de Torres, José María Rodríguez de Losada y Díaz Huertas, entre otros. Tiene su sede en la calle Alfonso XIII.
Fue fundada el 31 de mayo de 1854. En 1964, el Ayuntamiento de Córdoba, siendo alcalde de la ciudad Antonio Guzmán Reina, le concedió la Primera Medalla de Oro de la Ciudad. En 2006, el rey Juan Carlos I otorgó a esta entidad el título de Real.

## Historia
El 31 de diciembre de 1853 se creó el Casino Cordobés, germen del Círculo de la Amistad. Se ubicaba en el Café Puccini, calle del Cabildo Viejo, hoy Ambrosio de Morales. En un «ambiente social tenso» fue fundado por hombres del Liceo Artístico y Literario, gentes de la burguesía en su mayoría, de la aristocracia en su minoría, y de la escasa alta clase media, o pequeña burguesía, que apostaron por la cultura. Entre ellos el barón consorte de Fuente Quinto, poeta; el académico y senador de la provincia de Córdoba Feliciano Ramírez de Arellano; el decano de la prensa cordobesa, Fausto García Tena, fundador del Diario Córdoba (1850); y el magistrado José Miguel Henares, primer y último presidente del Casino.
Por desacuerdos con el dueño del local, el Sr. Puccini, en la Junta General del 15 de febrero de 1854 se aprobó el traslado del Casino (aunque todavía no sabían a qué local), que fue aprobado por 29 votos a favor y 3 en contra. Las reuniones posteriores se celebraban en la casa de Henares y en el Ayuntamiento. El acta del 17 de enero de 1854 da nombre al Círculo de la Amistad, cuyo nombre se hizo público a raíz de la apertura del nuevo local el 31 de mayo de 1854, hecho reflejado en la edición del Diario Córdoba del 2 de junio de 1854.

## Presidentes
El primer presidente de la institución, de 1854 a 1857, fue José Miguel Henares y Amico. Desde 2018 preside esta institución Pedro López Castillejo.

## Socios fundadores
Fundado por 132 socios, entre sus fundadores se encuentran, Ricardo Martel y Fernández de Córdoba, José Valenzuela y Márquez y Juan Antonio de la Corte y Ruano.

## Edificio

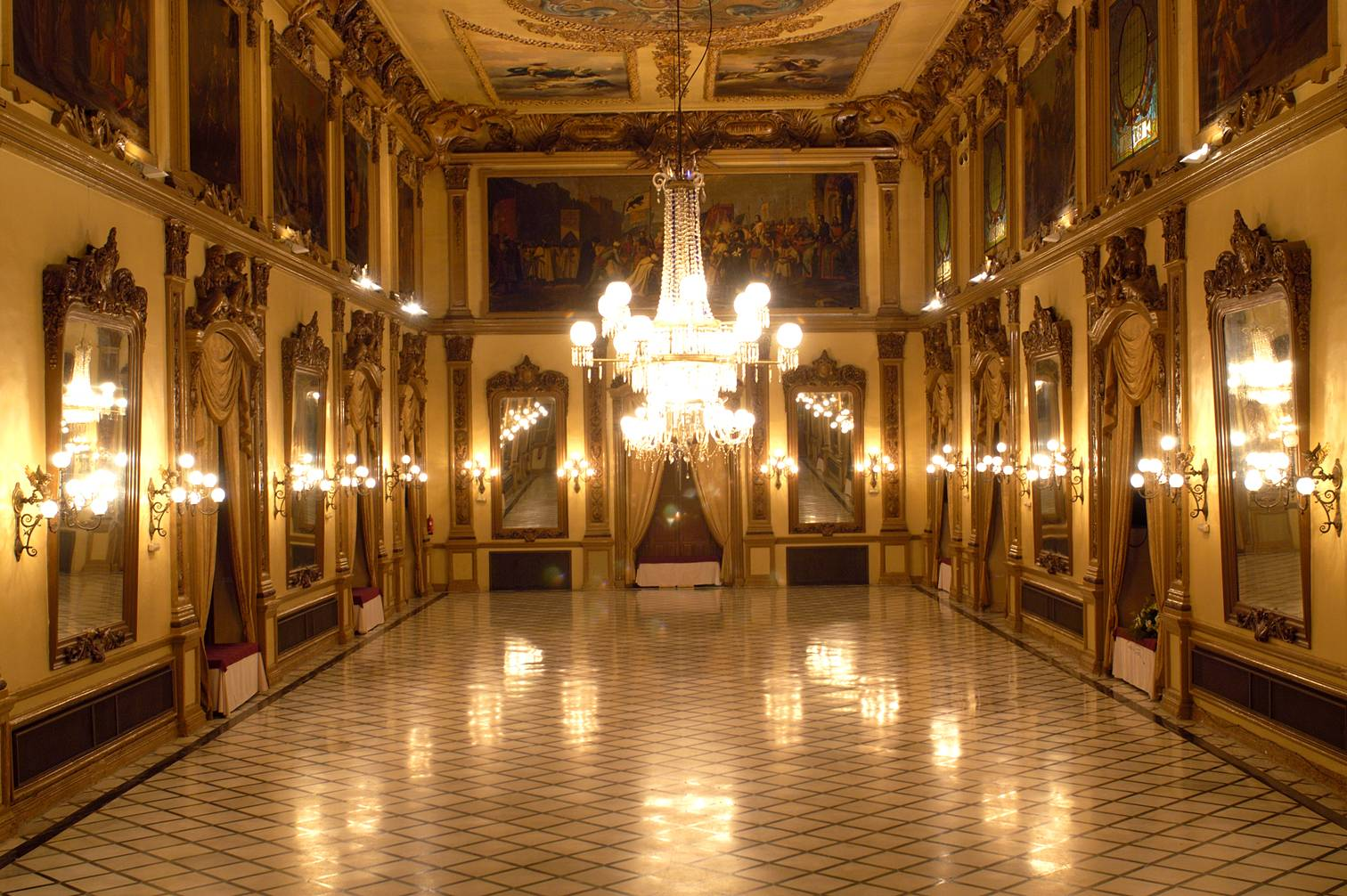
Salón Liceo.

El edificio, de dos plantas, está en pleno centro de la ciudad, en la antigua calle Liceo, hoy Alfonso XIII, y ocupa una superficie de cuatro mil doscientos diez metros cuadrados.
Consta, en la planta baja dos salones de lectura y tertulia; en el de la derecha se exhibe la extraordinaria colección de cuadros dedicados a «Los cinco sentidos» del pintor cordobés Carlos Ángel Díaz Huertas. El de la izquierda también contiene obras pictóricas de notable interés, como de Rafael Serrano Muñoz o Rodríguez Losada.
Anexo al Salón Liceo se encuentra un artístico patio porticado o patio de las columnas, con arcadas de piedra tanto en esa planta como en la superior. Alrededor del jardín se sitúa la sala de juegos, y la típica taberna cordobesa y como fondo el tercer patio llamado del frontón, donde a finales del siglo XIX Lagartijo, primer Califa cordobés, participó en una becerrada con algunos socios del Círculo. 
Para el acceso a la planta superior hay que destacar su majestuosa escalera principal en cuyos laterales aparecen los murales de Julio Romero de Torres, seis en total que simbolizan las artes plásticas, musicales y literarias, un auténtico canto a la vida y al simbolismo, junto a ellos se encuentra un óleo sobre lienzo de Julio y Enrique Romero de Torres en el que aparecen mujeres en una terraza.
Tras el Salón de Música, aparece otra que en su día se destinó a cine club y que entonces era la única sala de arte y ensayo de Córdoba. Al fondo del edificio, entre el jardín y el frontón se encuentra la Peña Taurina llamada de «El Castoreño», con abundante cartelería, fotografías, documentación, trajes de torear, cabezas de toros disecadas y los bustos de los cinco Califas del toreo cordobés.

### Obras pictóricas

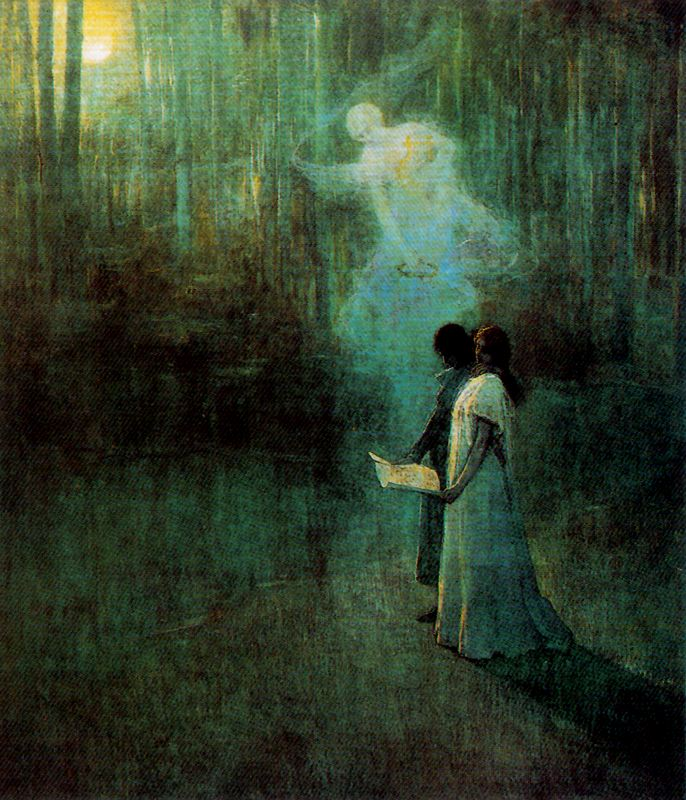
Canto de amor, de Julio Romero de Torres. 1905.

En la sesión de la junta directiva del 25 de junio de 1870, se decidió su exorno con cuadros al óleo, siendo el presidente del Círculo Manuel de Lara Cárdenas. Había que aprovechar las molduras con las que Rodríguez Sánchez había decidido los testeros laterales, cuyos huecos demandaban estos cuadros. Los lienzos debían trasuntar los hechos más relevantes y las personas de mayor reputación que diera la tierra cordobesa, por lo que una comisión de la Junta Directiva se puso en contacto con el artista sevillano José Rodríguez de los Ríos Losada. 
Trece de los cuadros corresponden a temas históricos y tradicionales de Córdoba. Hay cuatro con los retratos de Séneca, el Gran Capitán, Averroes y Maimónides. Los once siguientes tienen su sitio correspondiente, o sea, diez en el Salón Liceo y uno en la Sala de Juntas. Quedan dos del total de diecisiete, El Crimen de los Comendadores y La batalla de los Piconeros. 
El llamado Entrada del Rey Fernando en Córdoba es el de mayor tamaño y se encuentra en el testero superior frontero al escenario del Salón.
El más cercano, en el lado izquierdo del Salón, es el de La presentación de Cristóbal Colón a Isabel la Católica, le sigue La entrada del Gran Capitán victorioso en Nápoles. En el lado opuesto son los Desposorios de Teodofrado. 
Le sigue La notificación del Maestro Séneca de su sentencia de muerte y la representación de Dulcidio de Toledo en la corte de los emires de Córdoba acta de 21 de noviembre de 1873; el Resistencia de los Visigodos en el Templo de San Acisclo y los mártires Acisclo y Victoria, marchando al anfiteatro, así como  La vuelta de Almanzor, enfermo y vencido en la batalla de Calatañazor. El último es el titulado Conducción de Boabdil prisionero después de la Batalla de Lucena a presencia de los Reyes Católicos.
En cuanto a las figuras pictóricas del techo, desde 1867 era una cubierta o cielo raso al temple, fue un encargo al artista Jacinto Alvarado.

### Biblioteca
La biblioteca se inaugura el 16 de enero de 1901 con 865 obras (1.767 volúmenes) y ocupa un total de 358.47 metros cuadrados. Consta de dos salas, la primera, de gran valor artístico, ya que su decoración fue realizada por Mateo Inurria.
De los 17.000 volúmenes que cuenta la biblioteca, el más antiguo de ellos De scriptorib(us) ecclesiasticis data del año 1512, su autor Juan Tritemio. Está escrito en latín y proporciona detalles biográficos y bibliográficos sobre 963 escritores –monjes y clérigos- de aquel tiempo. Del siglo XVI hay obras como Adiciones al memorial de la vida cristiana (1575) de Fray Luis de Granada; Ley de amor y cuarta parte del abecedario espiritual (1536) de Fray Francisco de Osuna; Antigüedades Judías (1546) de Flavio Josefo; Thesaurus Artificiosae Memoriae (1579) de Cosme Rosellio; Historia de Sevilla (1587) de Alonso Morgado, entre otros. Del siglo XVII, obras como Testamento Político (1696) de Armand Jean du Plessis, Cardenal-Duque de Richelieu ó Los seis libros de las políticas (1604) de Justo Lipsio. Del siglo XVIII, Los seis libros de la Galatea (1784) de Miguel de Cervantes; Orlando Furioso (1785) de Ludovico Ariosto; Dictionarium (1789) de Antonio de Nebrija; El ingenioso hidalgo don Quijote de la Mancha (1797) de Cervantes, editado en Madrid por Gabriel Sancha.
Asimismo, se encuentra un álbum confeccionado por el artista cordobés Rafael Bernier Soldevilla que recoge los nombres de los políticos que asistieron a la Asamblea Regional Andaluza, los cuales aprobaron el Anteproyecto de Bases para el Estatuto de Autonomía, un punto destacado en la historia del autonomismo en Andalucía. Este acto se celebró en el Círculo en enero de 1933.